# Beurtbalkje

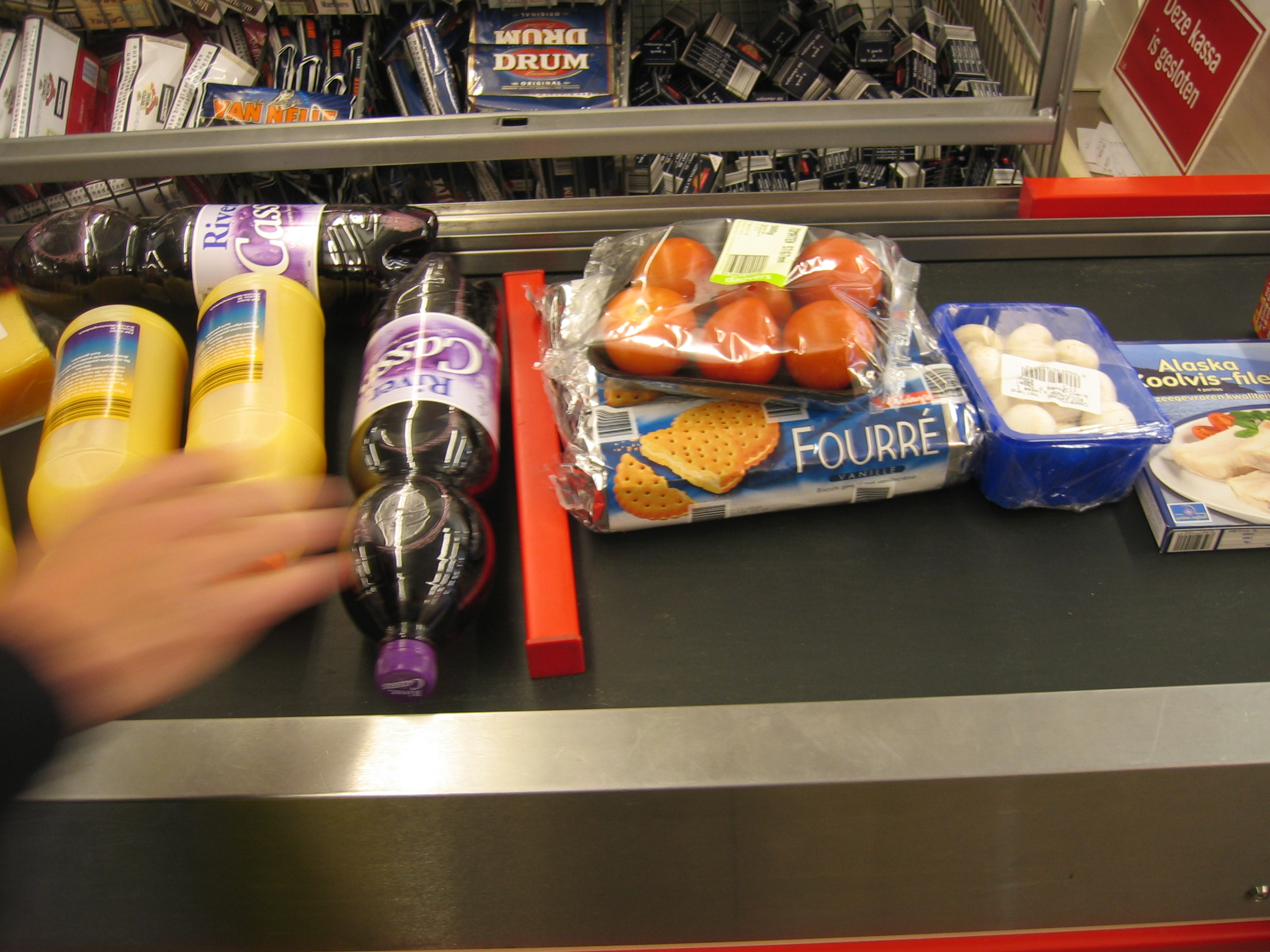
Een beurtbalkje op een kassaband

Een beurtbalkje is een balkje voor het scheiden van koopartikelen op een kassaband in bijvoorbeeld een supermarkt. Het woord 'beurtbalkje' is bedacht in 1996.

## Gebruik en vorm van het balkje
Het voorwerp kan de vorm hebben van een wiskundige balk (met afgeronde randen) maar vaak zijn er in de lengterichting slechts drie zijvlakken. Op deze vlakken staat vaak de naam van de winkel of andere reclame. Soms wordt er extra reclamemateriaal van bijvoorbeeld karton aan vastgemaakt.
Beurtbalkjes liggen gewoonlijk klaar in een richel langs de kassaband, de lopende band waarop klanten hun aan te kopen artikelen leggen bij de kassa van de winkel. Vaak staan er meerdere klanten op hun beurt te wachten bij de kassa, ze kunnen dan zelf een beurtbalkje pakken om de boodschappen per klant uit elkaar te houden.

## Woord
In september 1996 kwam in het maandblad Onze Taal de volgende vraag aan de orde: "Hoe noem je het balkje dat je bij de kassa van de supermarkt tussen je eigen boodschappen en die van de volgende klant legt?" Daar bleek nog geen gangbare term voor te bestaan; de lezers werden opgeroepen suggesties in te sturen. In januari 1997 werden de inzendingen behandeld. Meer dan eens werden de termen beurtbalkje, divider, kassabalkje, klantenbalkje, klantenwig en stopper genoemd; de Taaladviesdienst verkoos het allitererende woord beurtbalkje, dat was ingezonden door vier mensen.
Het nieuwe woord vond niet snel algemeen ingang en er bleven dan ook verschillende termen in gebruik, zoals klantenstopper, kassabanddivider en voklabalkje (van volgende klant). In september 2002 begon de Actiegroep Over de Balk een campagne ter promotie van het gebruik van het woord 'beurtbalkje'. Het doel van de actiegroep was de term 'beurtbalkje' in het Van Dale Groot woordenboek van de Nederlandse taal (de Dikke Van Dale) te krijgen, waarmee de term min of meer 'officieel' ingeburgerd zou zijn. De verspreiding van de term kwam in een stroomversnelling toen TV Gelderland besloot het beurtbalkje meer bekendheid te geven en zelfs een kartonnen beurtbalkje liet maken, met het woord prominent daarop vermeld, ter verspreiding in supermarkten.
Sinds oktober 2005 is het woord beurtbalkje daadwerkelijk opgenomen in het Van Dale Groot woordenboek van de Nederlandse taal. Tevens heeft de "Prisma Spellinggids" van uitgeverij Het Spectrum het woord opgenomen.
Soortgelijke discussies, prijsvragen en lobbyacties over het 'juiste' woord voor dit voorwerp zijn er in verschillende andere Noord-Europese landen geweest. In Duitsland vroeg de Gesellschaft für deutsche Sprache om voorstellen en presenteerde uiteindelijk de winnaar: Warentrenner.